# Kotehal, Holalkere
Kotehal là một làng thuộc tehsil Holalkere, huyện Chitradurga, bang Karnataka, Ấn Độ.